# Davenport (Waszyngton)
Davenport – miasto w Stanach Zjednoczonych, w stanie Waszyngton, siedziba administracyjna hrabstwa Lincoln.